# Rick Yune
Rick Yune, född 1971 i Washington, D.C., USA, är en amerikansk skådespelare. Han har bland annat haft roller i filmerna Die Another Day och The Fast and the Furious.

## Filmografi (urval)
- 1999 – Snö faller på cederträden
- 2001 – The Fast and the Furious
- 2002 – Die Another Day
- 2008 – Alone in the Dark II
- 2009 – Ninja Assassin
- 2012 – The Man with the Iron Fists
- 2013 – Olympus Has Fallen
- 2019 – Alita: Battle Angel